# La sexóloga
La sexóloga es una telenovela chilena de comedia negra y erótica creada por Coca Gómez, dirigida y producida por Vicente Sabatini. Se estrenó por Chilevisión el 24 de septiembre de 2012, y concluyó el 7 de marzo de 2013.
La telenovela aborda temas como la adicción sexual, el adulterio, el erotismo, la infidelidad, la homosexualidad, la menopausia, entre otros.
Protagonizada por Isidora Urrejola en el personaje titular, junto a Claudia Di Girolamo. Con Tiago Correa, Álvaro Morales y Héctor Noguera en roles masculinos principales, y cuenta con el rol antagónico de Begoña Basauri.

## Sinopsis
La historia cuenta la vida de Florencia Garay (Isidora Urrejola), una bella y carismática sexóloga que conduce un programa radial. Paradójicamente, ella es una eterna soltera que teme volver a amar después de una desastrosa experiencia sentimental, sin embargo, la esperanza de un nuevo amor llega a su vida, cuando antes de la boda de su prima/hermanastra Griselda Garay (Begoña Basauri), en la celebración de 100 programas al aire de 'La Sexóloga', conoce a Pancho (Tiago Correa), un joven y encantador músico, que le devuelve las esperanzas de enamorarse nuevamente.
Pero todo se complica cuando la jefa de Florencia, Olivia Pamplona (Claudia Di Girolamo), le ofrece una irrenunciable suma de dinero con tal de sanar a su único hijo, un exitoso dentista adicto al sexo. Así Florencia tendrá que curar la adicción de este singular paciente, sin que él se entere de que está siendo tratado por ella y menos que ha sido contratada por su madre. 
La sexóloga acepta el desafío y se acerca al hijo de su jefa, solo para descubrir que se trata del mismo Pancho del que ha comenzado a enamorarse.

## Reparto

### Principales
- Isidora Urrejola como Florencia Garay[2]
- Tiago Correa como Francisco Pamplona[2]
- Claudia Di Girolamo como Olivia Pamplona[8]
- Héctor Noguera como Hernán Hidalgo[2]
- Begoña Basauri como Griselda Garay[2]
- Álvaro Morales como Gabriel Hidalgo[2]
- Liliana Ross como Mabel Pamplona[2]
- Juan Falcón como Eloy Garay[2]
- Ricardo Fernández como Esteban Encina[2]
- Sofía García como Julieta Tamayo[2]
- Cristián Carvajal como Germán Riveros[9]
- Bárbara Ruiz Tagle como Romina Carvajal[2]
- Felipe Contreras como Roberto Loyola[9]
- Catalina Pulido como Mónica Cooper[9]
- Roberto Vander como Axel Cooper[9]
- Malucha Pinto como Yolanda Tapia[9]
- Willy Semler como Custodio Curilén[9]
- Eduardo Paxeco como Nicolay Curilén[9]
- Javiera Hernández como Bernardita Núñez[9]
- Antonio Campos como Lorenzo Núñez[9]
- Mayte Rodríguez como Mariana Cooper[9]
- Ariel Levy como Adamo Curilén[9]
- Andrea Velasco como María José Castillo[9]
- Juan Pablo Ogalde como Luis Soto[9]
- Marcela Del Valle como Dayana Cruz[9]

### Recurrentes e invitados especiales
- Shlomit Baytelman como Simona Rossini
- Alejandro Castillo Tirado como Antonio Aravena
- Claudio Castellón como Wenceslao Carvajal
- Diego Ruiz como Luis Miguel García

## Producción

### Desarrollo
El proceso comenzó con una propuesta presentada por Pablo Morales, director de Contenidos de Producción de Chilevisión, en 2011.  Su idea era diversificar la programación de la cadena en el horario prime, lo que llevó a la guionista Coca Gómez a comenzar a trabajar en el concepto. La idea original, que buscaba un enfoque fresco en el género de la comedia, fue concebida para atraer al público en un horario estratégico.
El 1 de junio de 2011, el director Patricio González y la guionista Coca Gómez comenzaron a trabajar en el diseño del guion, marcando el inicio de una nueva colaboración creativa entre ambos. Esta era la tercera vez que trabajaban juntos, tras el éxito de Mujeres de lujo (2010) e Infiltradas (2011), lo que generaba grandes expectativas sobre la calidad del proyecto. Sin embargo, en julio de 2011, cuando se encontraba en plena fase de preproducción, se produjo un giro inesperado: Patricio González decidió no renovar su contrato con Chilevisión y se trasladó a Televisión Nacional de Chile. 
Este cambio significó una reestructuración en la dirección del proyecto. Con la salida de González, Vicente Sabatini asumió el cargo de director general, lo que trajo consigo nuevos desafíos en términos de cohesión creativa. Sabatini aportó su propia visión, y dentro de esos cambios, asignó un nuevo enfoque en los personajes y el desarrollo de la historia.

### Casting
La idea inicial de Patricio González y Coca Gómez era reunir a Fernanda Urrejola, Álvaro Morales e Ignacia Allamand en los roles centrales tras Mujeres de lujo. El director Patricio González tenía la intención de asignar el rol central a Fernanda Urrejola. Sin embargo, a mediados de 2011, la actriz decidió abandonar las negociaciones, lo que llevó a la productora Verónica Basso a retomar el proceso, considerando a Mayte Rodríguez como otra opción para el papel. Finalmente, el personaje central fue interpretado por Isidora Urrejola, quien, curiosamente, es hermana gemela de Fernanda Urrejola.
Por otro lado, Coca Gómez había escrito originalmente el personaje antagónico para Ignacia Allamand, confiando en sus habilidades para interpretar este rol. Allamand había llegado a un acuerdo previo con Verónica Basso. Sin embargo, tras la reestructuración del proyecto con la llegada de Vicente Sabatini como nuevo director, se decidió asignar dicho papel a Begoña Basauri.  También realizó un enroque entre los roles de Álvaro Morales y Tiago Correa, este último elegido como el protagonista masculino principal.

### Rodaje
El rodaje comenzó el 26 de marzo de 2012, llevándose a cabo en los estudios de Macul.

## Audiencia
| Horario              | # Eps. | Estreno                  | Estreno         | Final              | Final           | Posición  | Temporada | Promedio Final |
| Horario              | # Eps. | Data                     | Primer capítulo | Data               | Último capítulo | Audiencia | Temporada | Promedio Final |
| -------------------- | ------ | ------------------------ | --------------- | ------------------ | --------------- | --------- | --------- | -------------- |
| lunes a jueves 22:30 | 90     | 24 de septiembre de 2012 | 14,7            | 7 de marzo de 2013 | 6,5             | 3         | 2012-2013 | 5,8            |

## Recepción
En 2024, Coca Gómez declaró: ''El trabajo que hizo mi equipo de guiones y el de Sabatini se vio dificultado como producto debido a la edición, al cambio de horario y a la falta de publicidad por parte de la programación de Chilevisión''.

## Premios y nominaciones
| Año  | Premio         | Categoría                  | Nominado            | Resultado |
| ---- | -------------- | -------------------------- | ------------------- | --------- |
| 2012 | Copihue de Oro | Mejor teleserie            | La Sexóloga         | Nominada  |
| 2012 | Copihue de Oro | Mejor actriz de televisión | Claudia Di Girolamo | Nominada  |

## Banda sonora
| Intérprete            | Tema                      | Personaje(s)        | Actor(es)                             |
| --------------------- | ------------------------- | ------------------- | ------------------------------------- |
| The Ting Tings        | Great DJ                  | Tema central        | =                                     |
| DJ Méndez             | Touch And Go              | Tema central        | =                                     |
| The Ting Tings        | Shut Up and Let Me Go     | Florencia           | Isidora Urrejola                      |
| Laura Pausini         | Jamás abandoné            | Olivia              | Claudia di Girolamo                   |
| Prince Royce          | Incondicional             | Nikolay             | Eduardo Paxeco                        |
| Carolina Molina       | Mala Persona              | Griselda            | Begoña Basauri                        |
| Vicentico             | Algo Contigo              | Gabriel y Florencia | Álvaro Morales y Isidora Urrejola     |
| Miguel Bosé           | Amante bandido            | Axel                | Roberto Vander                        |
| Marcos Llunas         | No tengo Corazón          | Pancho              | Tiago Correa                          |
| Axel                  | Todo mi mundo             | Gabriel y Griselda  | Álvaro Morales y Begoña Basauri       |
| The Black Keys        | Gold on the Ceiling       | Nano                | Héctor Noguera                        |
| Los Golpes            | Olvidarte Nunca           | Yolanda y Custodio  | Malucha Pinto y Willy Semler          |
| Deadmau5              | Sofi Needs a Ladder       | Griselda            | Begoña Basauri                        |
| Maná ft. Prince Royce | El verdadero amor perdona | Germán y Bernardita | Cristián Carvajal y Javiera Hernández |
| Claudio Valdés        | Paso la vida pensado      | Olivia y Eloy       | Claudia di Girólamo y Juan Falcón     |
| Salvatore Adamo       | Mi gran noche             | Nano                | Héctor Noguera                        |
| The Ting Tings        | That's Not My Name        | Griselda            | Begoña Basauri                        |
| Mawashi               | Cha Cha Cha de los Feos   | Todos               | Locaciones                            |
| Nelly Furtado         | Parking Lot               | Todos               | Locaciones                            |
| Foster the People     | Houdini                   | Ocasiones           |                                       |

## Emisión internacional
- Argentina: Canal 9
- Paraguay: Canal 13

## Retransmisiones
- 2024: (03:30 am.)[19]